# Мария Александрина фон Саксония-Ваймар-Айзенах
Мария Александрина Анна София Августа Хелена фон Саксония-Ваймар-Айзенах (на немски: Marie Alexandrine Anne Sophie Auguste Helene Prinzessin von Sachsen-Weimar-Eisenach; * 20 януари 1849 във Ваймар; † 6 май 1922 в Требшен/Тшебехов в Любушко войводство) е принцеса от Саксония-Ваймар-Айзенах и херцогиня на Саксония и чрез женитба принцеса на Ройс-Кьостриц.
Тя е най-голямата дъщеря на велик херцог Карл Александер фон Саксония-Ваймар-Айзенах (1818 – 1901) и съпругата му принцеса София Нидерландска (1824 – 1897), дъщеря на крал Вилхелм II Нидерландски (1792 – 1849) и руската велика княгиня Анна Павловна Романов (1795 – 1865).
Мария Александрина фон Саксония-Ваймар-Айзенах умира на 6 май 1922 г. на 73 години в Требшен/Тшебехов в Любушко войводство.

## Фамилия
Мария Александрина фон Саксония-Ваймар-Айзенах се омъжва на 6 февруари 1876 г. във Ваймар за принц Хайнрих VII Ройс-Кьостриц (* 14 юли 1825; † 2 май 1906), пруски генерал и дипломат, син, петото дете, на княз Хайнрих LXIII Ройс-Шлайц-Кьостриц (1786 – 1841) и първата му съпруга графиня Елеонора фон Щолберг-Вернигероде (1801 – 1827). Те имат шест деца:
- дете (*/† 16 януари 1877)
- Хайнрих XXXII (* 4 март 1878, Константинопол; † 6 май 1935, Бад Тьолц), принц Роас, женен на 19 май 1920 г. в дворец Дрогелвиц (развод 18 февруари 1921 в Губен) за принцеса Мария Аделхайд фон Липе-Бистерфелд (* 30 август 1895; † 25 декември 1993), братовчедка на принц Бернхард Нидерландски
- Хайнрих XXXIII (* 26 юли 1879, Мауер при Виена; † 15 ноември 1942, Щонсдорф), женен I. на 17 май 1913 г. в Новия дворец, Потсдам (развод 14 юли 1922, Берлин) за принцеса Виктория Маргарета Пруска (* 17 април 1890, Потсдам; † 9 септември 1923), внучка на принц Фридрих Карл Пруски, дъщеря на принц Фридрих Леополд Пруски (1865 – 1931), II. (морг) в Париж на 10 април 1929 г. (развод 31 октомври 1935, Париж) за Алене Тев (* 7 юли 1876, + 1 май 1955, Париж), вдовица на Теодор Хощетер и Ансон Воод Буркхард
- Йохана София Каролина Виктория Мария Елизабет (* 8 юни 1882; † 15 юни 1883, дворец Белведере)
- София Рената (* 27 юни 1884 Мауер при Виена; † 19 януари 1968, Гисен), омъжена на 12 декември 1909 г. в Требшен за принц Хайнрих XXXIV Ройс (* 4 юни 1887; † 30 април 1956)
- Хайнрих XXXV Ройс-Кьостриц (* 1 август 1887, Мауер при Виена; † 17 януари 1936, Дрезден), принц на Ройс-Кьостриц, женен на 20 април 1911 г. в Алтенбург (развод 4 март 1921) за принцеса Мария фон Саксония-Алтенбург (* 6 юни 1888, Мюнхен; † 12 ноември 1947, Хамбург), дъщеря на принц Алберт фон Саксония-Алтенбург (1843 – 1902) и принцеса Мария Пруска (1855 – 1888).[5], II. на 12 април 1921 г. в Бремен (развод 29 май 1923, Берлин) за принцеса Мария Аделхайд фон Липе (* 30 август 1895; † 25 декември 1983), разведена от най-големия му брат Хайнрих XXXII (1878 – 1935)